# Vikes de Victoria
Les Vikes de Victoria (en anglais : Victoria Vikes) sont le club omnisports universitaire representant l'université de Victoria.

## Équipes universitaires[1]
La majorité des équipes universitaires des Vikes évoluent dans le Sport interuniversitaire canadien, mais les équipes du golf, de l'athlétisme et du cross-country évoluent dans la National Association of Intercollegiate Athletics.
- Athlétisme (M/F)
- Aviron (M/F)
- Basket-ball (M/F)
- Football (M/F)
- Golf (M/F)
- Hockey sur gazon (M/F)
- Natation (M/F)
- Rugby (M/F)